# هذه هي حياتي (فلم 1992)
هذه هي حياتي هو فيلم درامي كوميدي أمريكي عام 1992 شهد الظهور الأول لكاتبة السيناريو نورا إيفرون . السيناريو الذي كتبته إيفرون وشقيقتها ديليا إيفرون ، يستند إلى كتاب This Is Your Life لميج ووليتسر .

## طاقم التمثيل
- جولي كافنر في دور دوتي إنجلز
- سامانثا ماتيس في دور إيريكا إنجلز
- غابي هوفمان في دور أوبال إنجلز
- كاري فيشر بدور كلوديا كورتيس
- دان أيكرويد بدور أرنولد موس
- بوب نيلسون في دور إد
- ماريتا جيراغتي بدور ميا جابلون
- ويلكر وايت بدور لين
- كارولين آرون في دور مارثا إنجلز
- كاثي نجمي بدور أنجيلا

## الإنتاج
كان الفيلم في كولومبيا بيكتشرز ولكن أصبح في تحول في عام 1990. يزعم أن إيفرون سألت جون بيترز عما إذا كان قد قرأ النص الذي أجاب «لقد صنعت أكثر من 60 فيلمًا. لست مضطرًا لقراءة نص لمعرفة ما إذا كان مقبولاً أم لا.» 

## الإستقبال
قوبل هذه هي حياتي بردود انتقادية فاترة. على روتن توميتوز ، حصلت على موافقة بنسبة 38 ٪ بناءً على مراجعات من 13 نقادًا ، بمتوسط تقييم 5.5 / 10. 
في عام 2020 ، أطلق عليها ديفيد سيمس من صحيفة ذا أتلانتيك أنها «الجوهرة المنسية في مسيرة إيفرون المهنية في صناعة الأفلام». 

## روابط خارجية
- مقالات تستعمل روابط فنية بلا صلة مع ويكي بيانات